# Ferocactus latispinus
Ferocactus latispinus es una especie de planta de la familia de las cactáceas. Es originaria de México.

## Descripción
Posee cuerpo globular, como es típico en este género, con la parte superior deprimida y plana, de color verde grisáceo. Las costillas son estrechas, entre 8 y 14, aunque con la edad llegan a aumentar hasta 23. Las areolas surgen en protuberancias a lo largo de las costillas, grandes y de forma redondeada con lanosidad grisácea. Tiene entre 6 y 12 espinas radiales blancas o rojizas de 2 a 2,5 cm de largas, con estrías transversales. Las 4 centrales, mucho más largas y de color más intenso son erectas o curvadas hacia fuera. Entre estas posee una inferior que llega a dessarrollarse más que el resto, plana y mucho más ganchuda en la punta, llegando a alcanzar 77 mm de ancho.
Las marcadas estrías en sus espinas se corresponden con las fases de crecimiento de las mismas.
Las flores, de unos 3,5 cm, son blanquecinas o rojas, o incluso malvas o azul violáceo. 
Parte de su popularidad se debe a su temprana floración en relación con el resto del género, que sólo lo hace cuando son adultos, en cambio, ferocactus latispinus florece con tan sólo 15 cm de diámetro.
En 1896 Weber propuso el nombre de Echinocactus latispinus v flavispinus para las variedades con espina y flor amarilla. Aunque actualmente está considerada como una simple variedad de la especie.

## Distribución
Su área de distribución natural es en los Estados mexicanos de Hidalgo, Aguascalientes, Puebla, San Luis de Potosí, Zacatecas, Guanajuato y Querétaro, en el centro del país.

## Cultivo
Ferocactus latispinus es bastante común en las colecciones puesto que es una planta muy fácil de cultivar. Este ferocactus necesita bastante calor y luz solar para conseguir unas espinas suficientemente gruesas. La dificultad se encuentra en el modo de hibernación por el cual con una bajada de temperatura y una ligera humedad posee la tendencia a adquirir manchas de color rojo o naranja.

## Taxonomía
Ferocactus latispinus fue descrita por Britton & Rose y publicado en The Cactaceae; descriptions and illustrations of plants of the cactus family 3: 143–144, pl. 16, f. 3. 1922.
Etimología
Ferocactus: nombre genérico que deriva del adjetivo latíno "ferus" = "salvaje" , "indómito" y "cactus", para referirse a las fuertes espinas de algunas especies.
El epíteto específico latispinus significa, con picos grandes.
Sinonimia
- Ferocactus recurvus.
- Bisnaga recurva.
- Echinocactus recurvus.
- Cactus latispinus
- Cactus recurvus
- Cactus nobilis
- Echinocactus spiralis
- Echinocactus cornigerus
- Bisnaga cornigera
- Ferocactus nobilis[2][3][4]

## Galería de imágenes

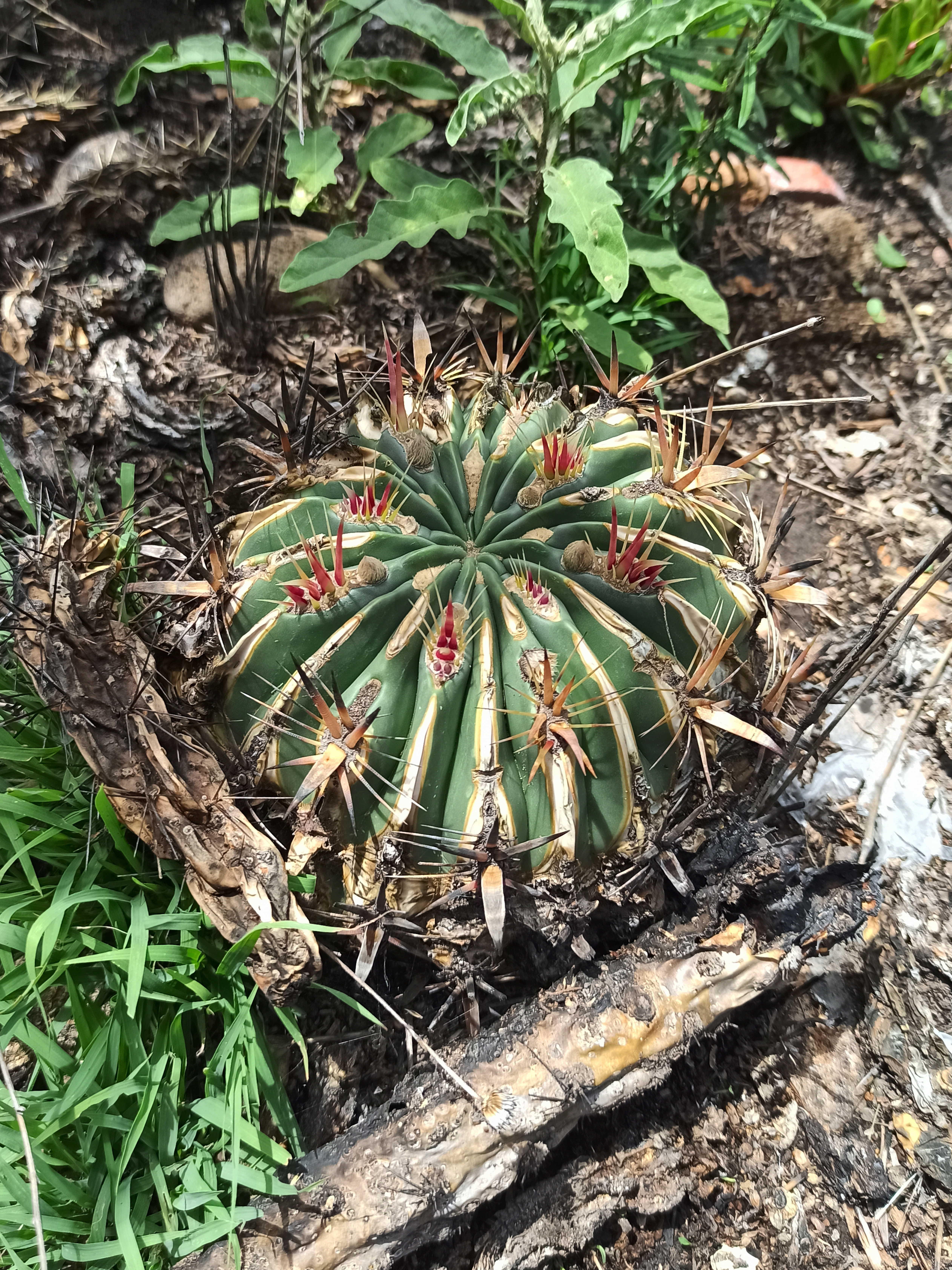
Vista general de la planta
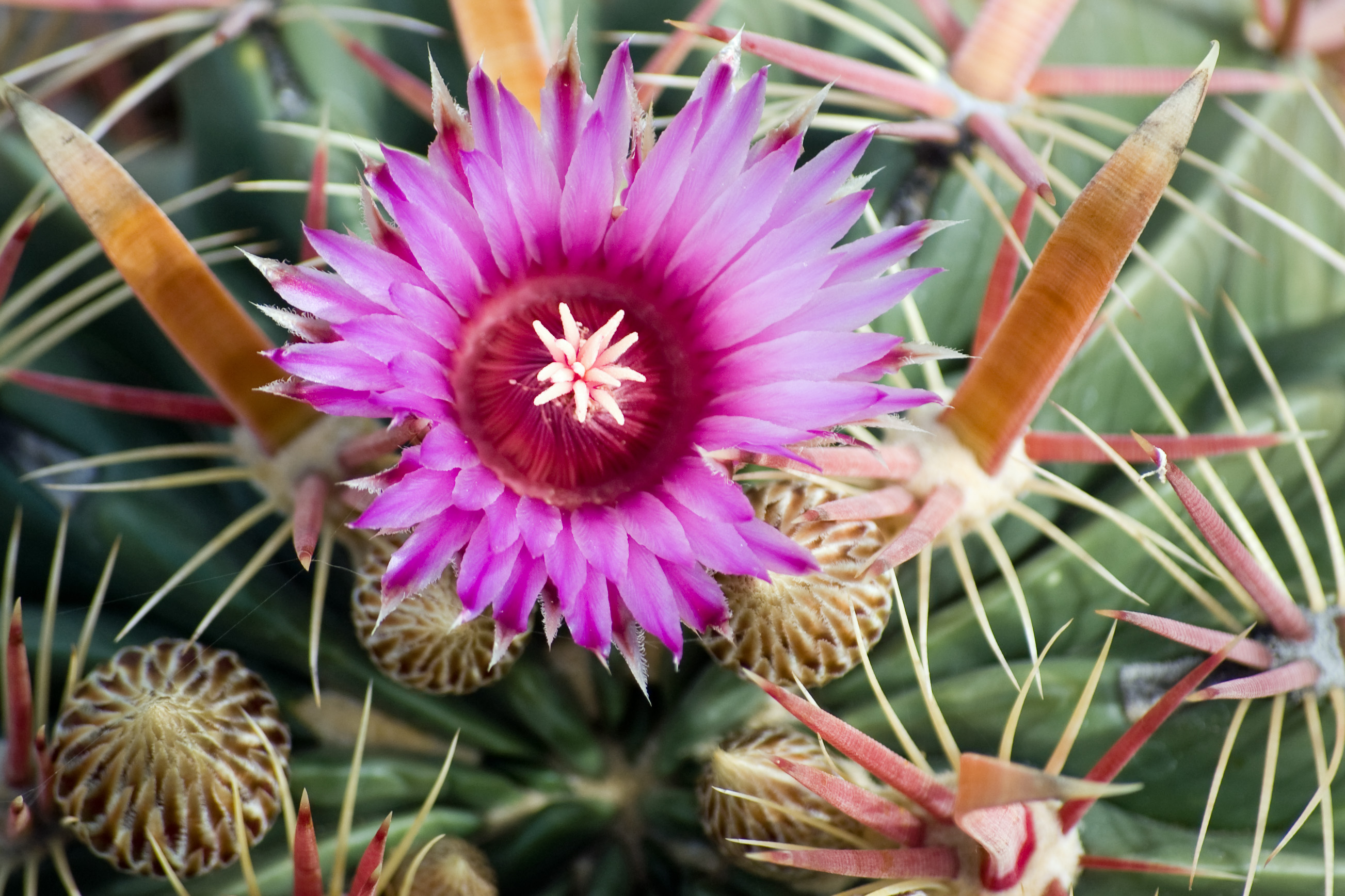
Detalle de la flor
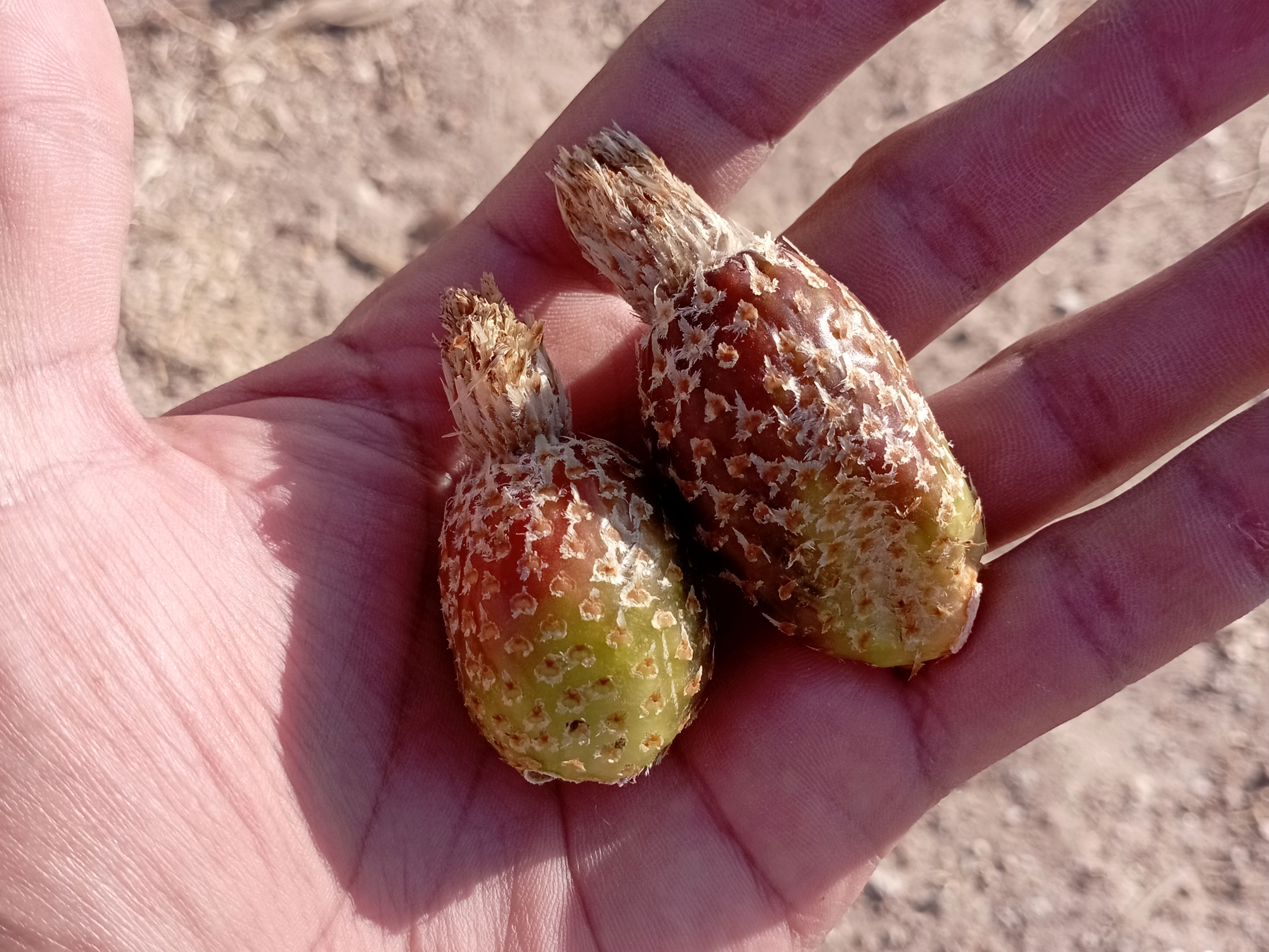
Detalle de las espinas
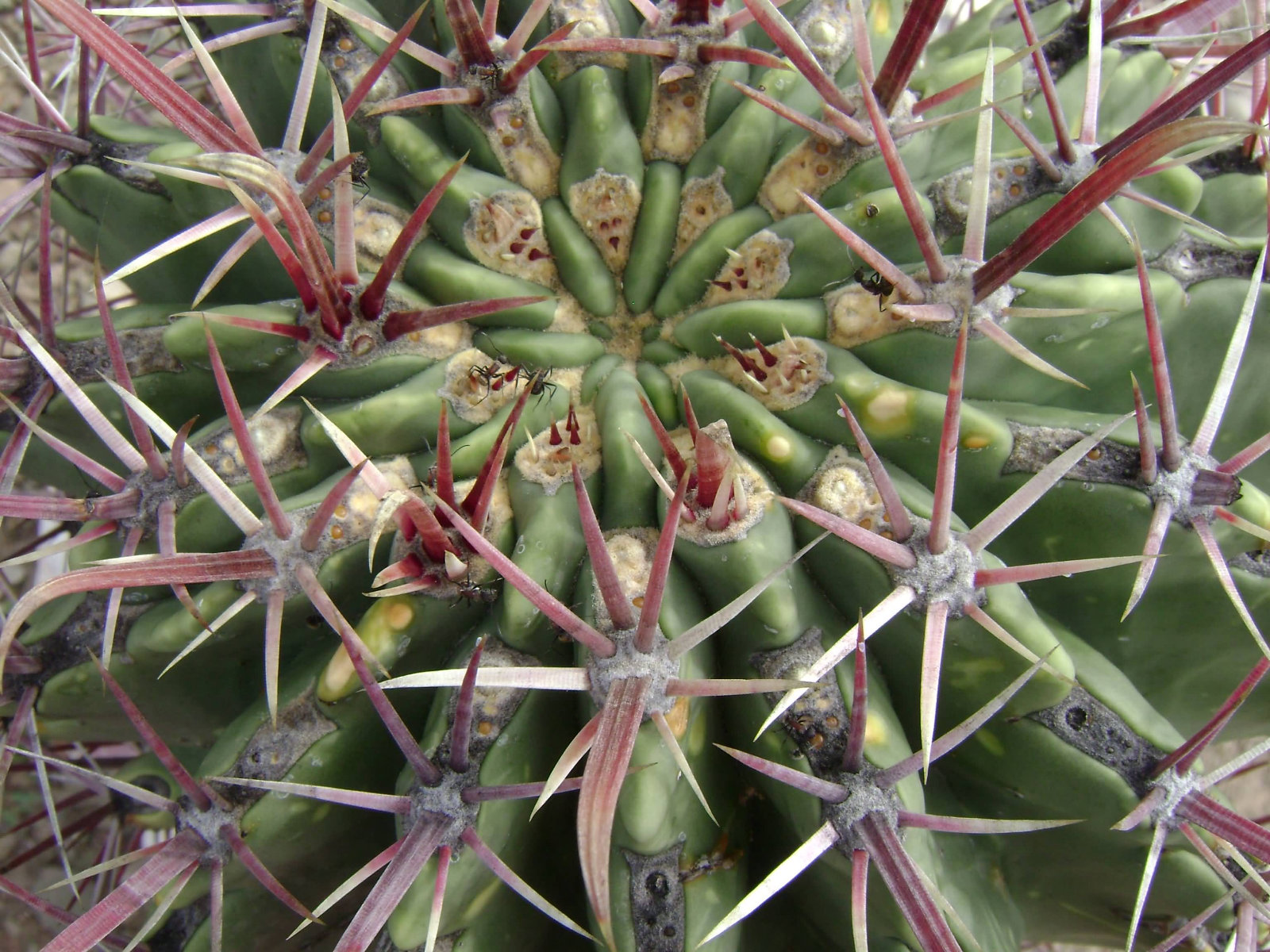
Presa de Peñuelitas
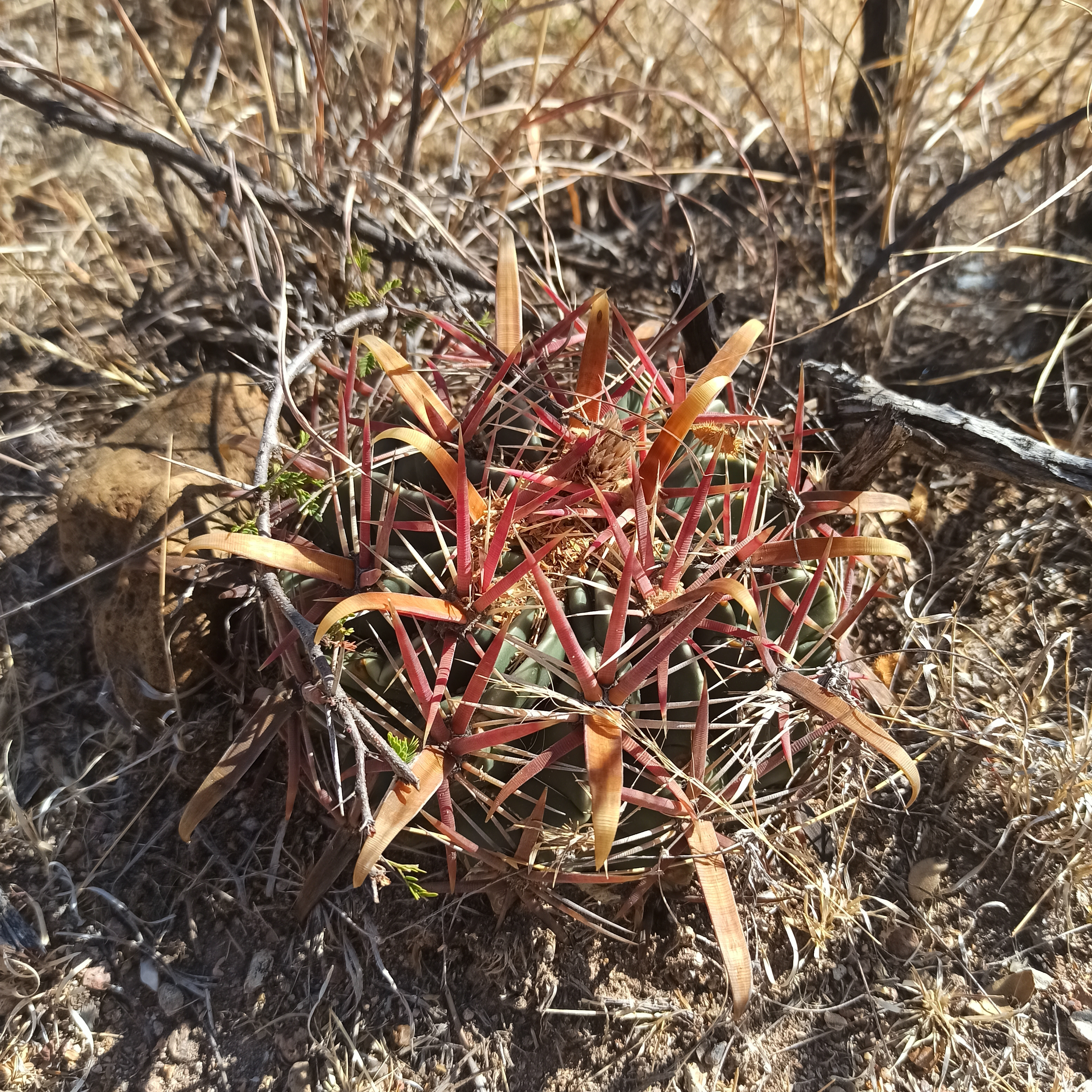
En su hábitat natural
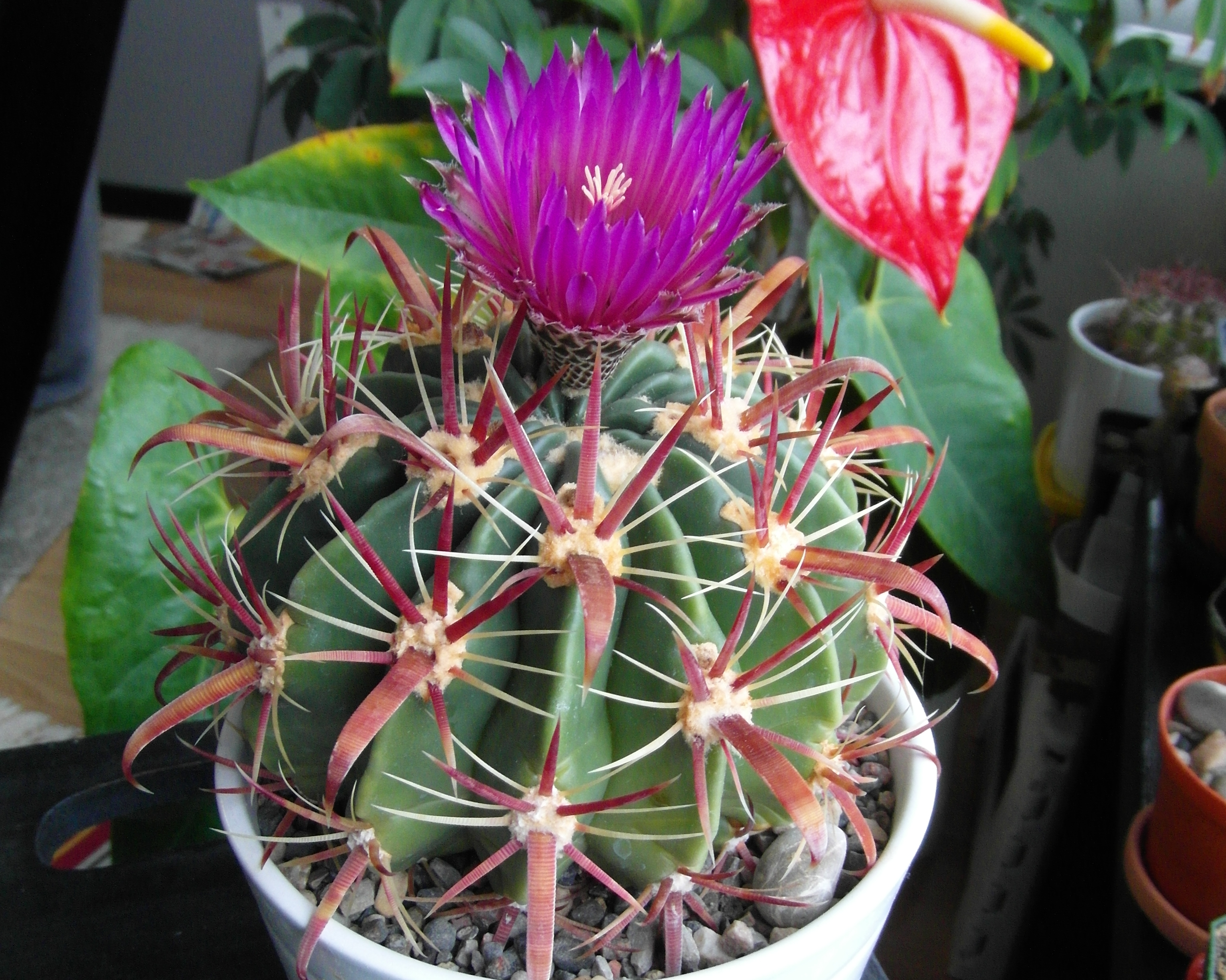
Como planta ornamental